# Dubbelbandad fågelmygga
Dubbelbandad fågelmygga (Culiseta ochroptera), är en tvåvingeart som först beskrevs av Peus 1935.  Culiseta ochroptera ingår i släktet Culiseta och familjen stickmyggor. Arten är reproducerande i Sverige. Inga underarter finns listade i Catalogue of Life.